# Grands magasins des Cordeliers
De Grands Magasins des Cordeliers is een voormalig warenhuis in Lyon in de jaren 1890 op de Place des Cordeliers door de architect Prosper Perrin. Het warenhuis werd in 1919 overgenomen door Galeries Lafayette en in 1924-1925 aanzienlijk vergroot. In 1975 verliet Galeries Lafayette het pand en verhuisde naar het winkelcentrum Part-Dieu. 

## Geschiedenis
In 1890 begon de opening van de rue du Président-Carnot als onderdeel van de herontwikkeling van de wijk Grolée. Hier waren drie woongebouwen rond een gemeenschappelijke binnenplaats met winkels op de begane grond gepland in het driehoekige blok gevormd door Place des Cordeliers, Rue du President-Carnot en Rue Symphorien-Champier. De gebouwen zijn gebouwd in dezelfde stijl en met een zelfde hoogte als de gebouwen op het blok gelegen tussen Quai Jules-Courmont en Rue du President-Carnot. Omdat de bouwplannen in de Grolée een financiële mislukking waren, had de projectontwikkelaar behoefte aan nieuw geld en bood de heer Sineux een huurcontract aan voor een warenhuis. In 1895 werd het bedrijf opgericht onder de naam Bedrijf E. Sineux et Cie. In 1899 werd het omgedoopt tot Grands magasins des Cordeliers.
In 1919 nam Galeries Lafayette de leiding over. In 1924 werd begonnen met grote herontwikkelings- en uitbreidingswerkzaamheden onder leiding van Georges Trévoux, architect van de stad Lyon en ontwerper van het project, en onder toezicht van Ferdinand Chanut, architect van Galeries Lafayette. . Er werden twee verdiepingen toegevoegd - waardoor het geheel op zeven verdiepingen komt - en de gevels en daken werden opnieuw ontworpen om op verschillende niveaus lichtgevende koepels en terrassen te creëren. Deze terrassen moesten toegankelijk zijn voor het publiek en versierd zijn met groen, standbeelden en bassins, werken van Louis Bertola, Jean-Louis Chorel, Jean-Baptiste Larrivé en Marcel Renard. Op 8 maart 1925 werd de uitbreiding van het warenhuis ingehuldigd in aanwezigheid van Édouard Herriot, de burgemeester van Lyon, Justin Godart, minister van arbeid en Raoul Meyer, de directeur van het warenhuis. De uitbreiding naar boven gaf het gebouw de kwalificatie 'De eerste wolkenkrabber van Lyon'.
Galeries Lafayette verhuisde in 1975 naar het nieuw geopende winkelcentrum La Part-Dieu.

Daarma werd het pand ingenomen door winkels en commerciële ruimten op de onderste verdiepingen en kantoren op de hoger gelegen verdiepingen. 

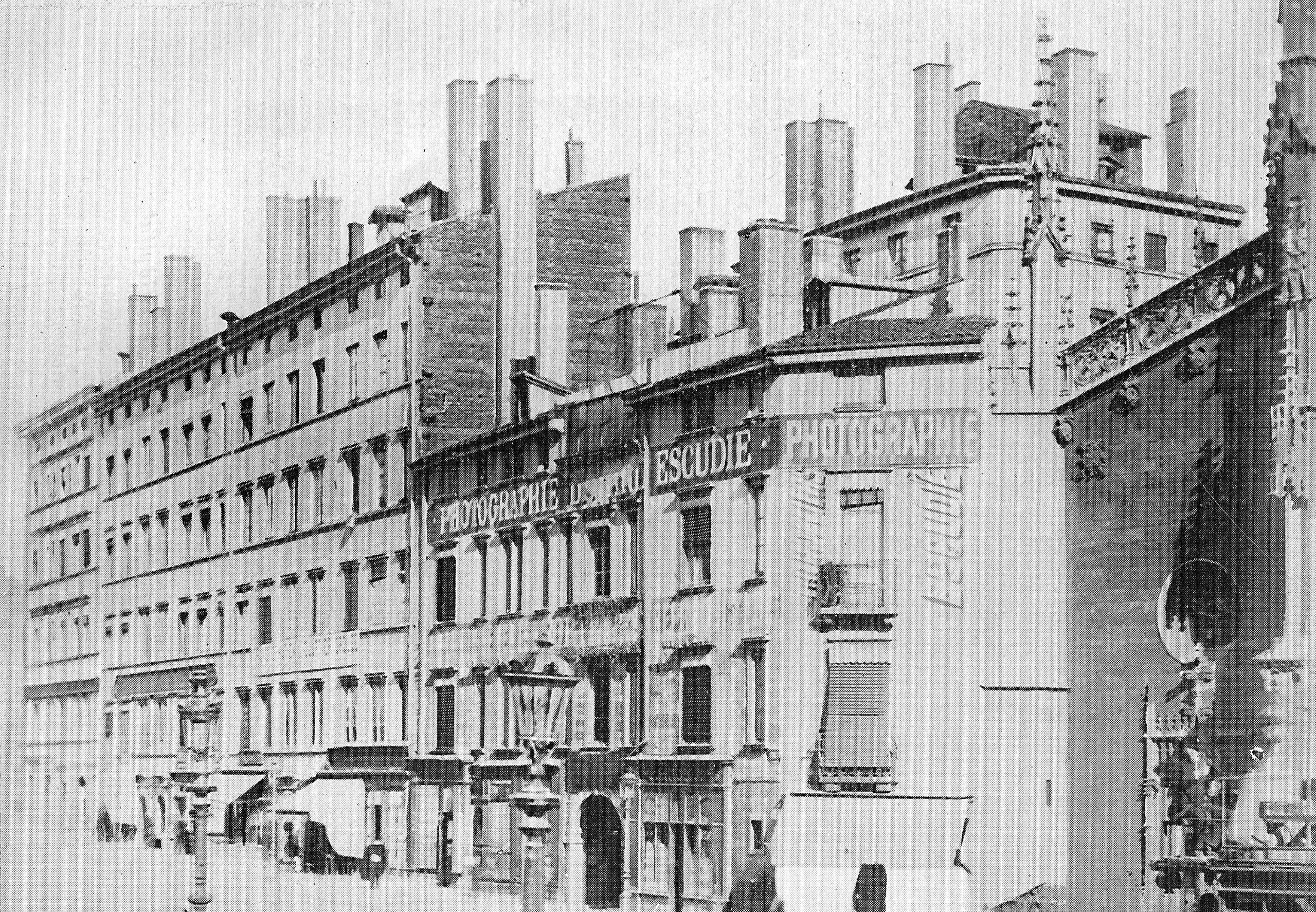
De locatie van de winkel voordat deze werd gebouwd
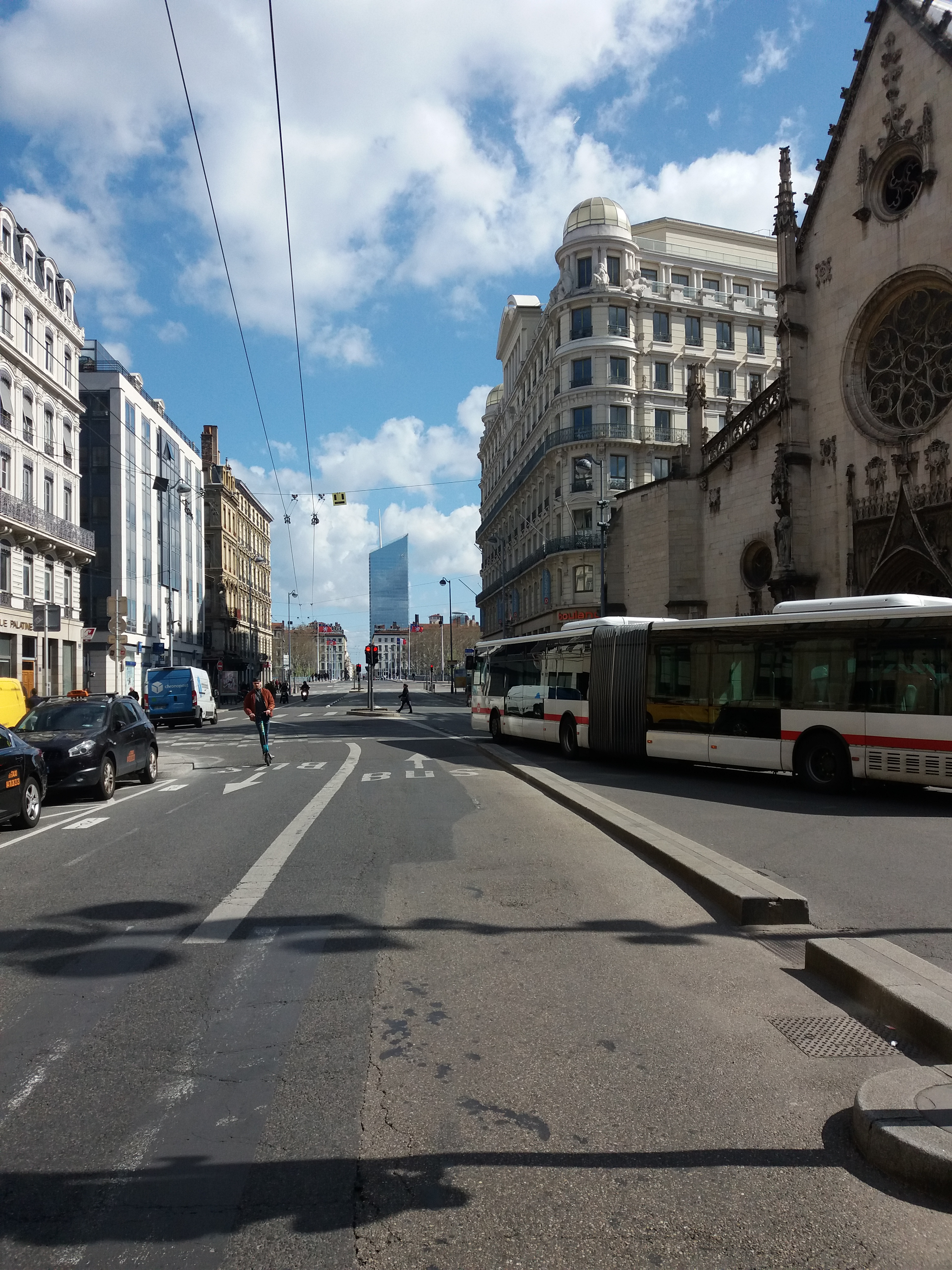
De winkel vanaf de Place des Cordeliers